# Attentat du 6 avril 1994 au Rwanda
L'attentat du 6 avril 1994 au Rwanda entraîne la mort, notamment, de Juvénal Habyarimana, président du Rwanda, et de Cyprien Ntaryamira, président du Burundi. Il est perpétré au dessus de l'aéroport de Kigali par le tir d'un missile contre le Falcon 50 présidentiel qui transporte les deux hommes d'État. Cet attentat provoque également la mort des dix autres occupants de l'appareil. Cet événement est la première phase d'un coup d'État qui déclenche le massacre des partisans des accords d'Arusha, le génocide des Tutsi au Rwanda et la reprise de la guerre civile.
L'attentat a fait l'objet de plusieurs enquêtes, notamment celles du juge Jean-Louis Bruguière et des juges Marc Trévidic et Nathalie Poux. La première conduit à l'émission de neuf mandats d'arrêts internationaux contre des personnes proches du président Paul Kagamé.
En décembre 2018, les juges d'instruction Jean-Marc Herbaut et Nathalie Poux rendent une ordonnance de non-lieu « en l’absence de charges suffisantes » qui est confirmée par la Cour de cassation en février 2022.

## Contexte
Le 1er octobre 1990, les rebelles du FPR de Paul Kagame franchissent les frontières de l'Ouganda et déclenchent ainsi la guerre civile rwandaise, parvenant à 80 km de Kigali. Les Forces armées rwandaises (FAR) tentent de s'opposer à cette avancée.
Le 4 octobre 1990, la France met en place l'opération militaire Noroît et la Belgique l'opération Green Beam afin d'envoyer des troupes et d'évacuer les ressortissants de chaque pays. Le Zaïre participe également avec l'envoi de 3 000 hommes. Cette guerre civile s'accompagne d'exactions faisant de nombreuses victimes dans les deux camps.
De 1990 à 1993 les FAR sont formées et réorganisées par l'armée française, pour contrer les attaques du FPR. De leur côté les responsables du FPR se sont appuyés sur l'armée ougandaise, dans laquelle certains étaient officiers depuis que le président Yoweri Museveni avait conquis le pouvoir en Ouganda.
En 1991, le président Habyarimana est contraint de renoncer au monopole exercé par son parti. Plusieurs mouvements rivaux entrent en compétition, dont plusieurs créent des organisations de jeunesse aux actions parfois violentes. Tel est le cas des Interahamwe, milice du président Habyarimana. Les crimes commis par cette milice ou par d'autres groupes avant 1994 restent impunis, ce qui contribue au développement d'un sentiment d'impunité dans la période qui précède le génocide. Début 1993, la FIDH dénonce dans un rapport les escadrons de la mort en lien avec le président Habyarimana, sa femme et les ultras du régime.
En 1992 et 1993, des négociations, soutenues par la France, sont menées entre le FPR et le gouvernement rwandais afin d'aboutir aux accords d'Arusha, signés en août, et dont on pouvait penser qu'ils contribueraient à apaiser la situation. Mais le parti présidentiel, le MRND, est hostile à ces négociations. En février 1993, la rupture du cessez-le-feu par le FPR pendant deux semaines avait contribué à affaiblir les partisans de la négociation. Les Hutus radicaux se regroupent autour de la Radio des Mille Collines, qui appelle à l'élimination des Tutsis, et du mouvement Hutu Power. Cette radicalisation est renforcée en octobre 1993 par l'assassinat au Burundi du président Hutu récemment élu Melchior Ndadaye par des militaires tutsis, ce qui déclenche une guerre civile au Burundi, entraînant un flot de réfugiés aussi bien Hutus que Tutsis au sud du Rwanda. Cependant, une force de maintien de la paix, la MINUAR, est envoyée au Rwanda pour s'assurer de l'application des accords d'Arusha.
Au début de l'année 1994, l'installation du gouvernement transitoire à base élargie (GTBE), prévue par les accords d'Arusha, est reportée semaine après semaine, malgré plusieurs tentatives d'intronisation. Ce report augmente la méfiance de chaque partie et recule la démobilisation des forces armées. Des machettes sont importées par l'entourage du président Habyarimana, tandis que le FPR renforce son armement et la tension monte à partir de fin janvier 1994. Les attentats à la grenade et les assassinats se multiplient. De nombreuses caches d'armes sont mises en place, et l'intention génocidaire est avérée[source insuffisante]. Fin mars 1994, alors qu'une dernière tentative d'installation du GTBE échoue, la MINUAR observe que le FPR viole à plusieurs reprises les accords de cessez-le-feu au nord du pays, et que les FAR recrutent des jeunes gens parmi les réfugiés Hutus ayant fui le Burundi.

## Déroulement

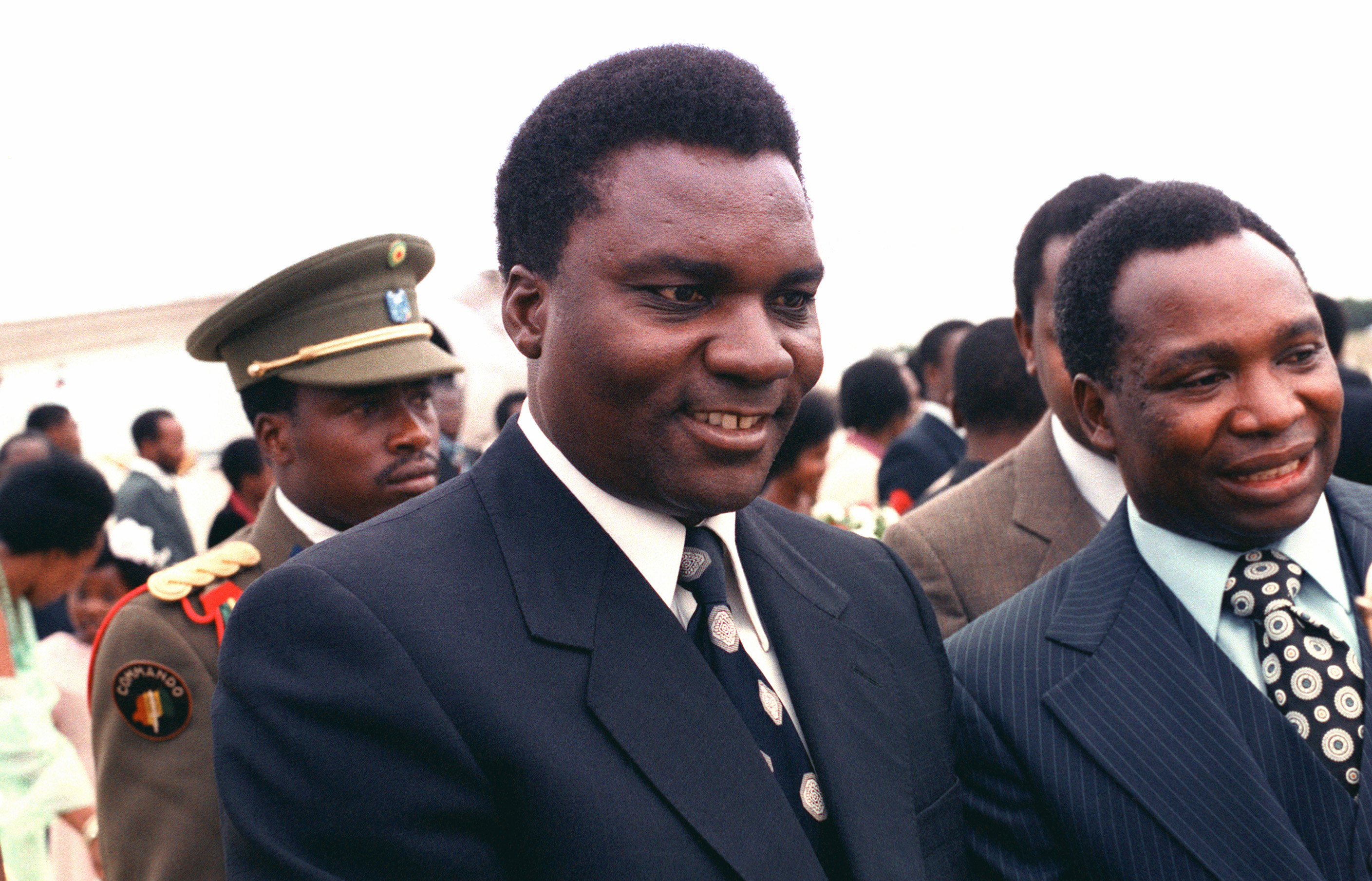
Juvénal Habyarimana, 1980.

Le 6 avril 1994, en fin de journée, le président Juvénal Habyarimana rentre à Kigali à bord de son avion personnel, un Falcon 50, immatriculé 9XR-NN, offert par la France et piloté par un équipage français. Il revient d'une rencontre régionale à Dar es Salam en Tanzanie où il a accepté de mettre en place les institutions de transition prévues par les accords d'Arusha qui ont mis un terme à la guerre civile rwandaise en 1993. Cette rencontre a lieu sans que le parti extrémiste CDR (Coalition pour la défense de la République) y soit représenté. Juste avant de décoller, il a proposé au président burundais Cyprien Ntaryamira, dont l'avion est en maintenance, de l'accompagner, et de lui prêter son avion jusqu'à Bujumbura. D'après l'audition de François Léotard devant les députés français, le président Mobutu Sese Seko aurait dû se trouver à cette rencontre régionale, mais aurait refusé de venir au dernier moment. Outre les présidents rwandais et burundais, l'avion transportait des dignitaires du régime rwandais, dont le chef d'état-major des Forces armées rwandaises, le général Deogratias Nsabimana. En phase d'atterrissage à Kigali, à 20 h 27, deux missiles sont tirés sur l'avion depuis le camp militaire de Kanombe ou depuis la colline de Masaka, selon les versions les plus communément acceptées. L'avion est touché et s'écrase non loin de l'aéroport, en partie sur le terrain de la résidence présidentielle. Il n'y a aucun survivant. Des photos ont montré les corps des personnalités victimes de cet attentat dans la chapelle ardente improvisée dans le salon de la maison présidentielle, selon les témoignages de la famille présidentielle.

## Victimes
L'avion présidentiel rwandais transportait 12 personnes, qui ont toutes été tuées : 6 Rwandais, 3 Burundais et 3 membres d'équipage français.
Passagers :
- Juvénal Habyarimana, président de la république du Rwanda
- Cyprien Ntaryamira, président de la république du Burundi
- Bernard Ciza, ministre burundais des affaires publiques
- Cyriaque Simbizi, ministre burundais de la communication
- Déogratias Nsabimana, chef d’État-Major de l'armée rwandaise
- Thaddée Bagaragaza, major et responsable de la maison militaire du président rwandais
- Elie Sagatwa, colonel, membre du secrétariat spécial et chef du cabinet militaire du président rwandais
- Juvénal Renaho, conseiller pour les affaires étrangères du président rwandais
- Emmanuel Akingeneye, médecin personnel du président rwandais

Membres d'équipage :
- Jacky Héraud, pilote
- Jean-Pierre Minaberry, copilote
- Jean-Michel Perrine, mécanicien navigant

## Responsabilités
Les responsabilités dans l’attentat du 6 avril 1994 ne sont pas encore établies. La provenance des missiles SATCP qui ont détruit l'avion présidentiel reste inconnue.
Plusieurs hypothèses ont été examinées par les parlements belges et français et par l'Organisation de l'unité africaine.
Les deux hypothèses les plus plausibles accusent l’une les extrémistes hutus, inquiets de l'évolution des négociations avec le Front patriotique rwandais (FPR), et l’autre le FPR, adversaire politique et militaire du régime en place. Dans les deux cas des aides étrangères ont parfois été évoquées.
Devant le Sénat de Belgique, la personne mandatée par l'ONU pour conduire cette enquête, Degni-Segui, déclarera n'avoir pu obtenir, ni de la France, ni des FAR (armée du gouvernement intérimaire qui menait le génocide), les éléments nécessaires à ce travail. D'autre part l'ex-capitaine français Paul Barril prétendit à la télévision française détenir la boîte noire de l'avion, à propos de laquelle le constructeur Dassault fit des déclarations contradictoires. D'après des témoins tels que le Général Roméo Dallaire et le rapport de la mission d'information parlementaire sur le Rwanda des députés français, des militaires français s'étaient rendus sur le lieu du crash aussitôt après l'attentat, bien qu'officiellement seule la garde présidentielle y ait eu accès. La complexité juridique et politique de cette affaire exigeant de nommer une commission d'enquête, l'ONU refusera « faute de budget ».
Une enquête a dû être ouverte en France par le juge anti-terroriste Jean-Louis Bruguière, quatre ans après les faits, à la suite de la plainte déposée par la famille du personnel français pilotant l'avion. Il a recommandé des poursuites devant le Tribunal pénal international pour le Rwanda contre le président rwandais Paul Kagamé pour participation à l'attentat contre son prédécesseur Juvénal Habyarimana et a également requis 9 mandats d'arrêts internationaux contre des personnes proches du président Kagamé. En 2007, le juge Bruguière prit sa retraite et son successeur le juge Marc Trévidic a repris l'enquête à zéro à la suite de la mise en examen de Rose Kabuye, l'une des accusées du juge Bruguière.
Abdoul Ruzibiza, principal témoin de l'enquête Bruguière, dont le témoignage fut révélé par le journal Le Monde en mars 2004, avait relancé la polémique entre la France et le Rwanda en octobre 2005 en publiant un livre, Rwanda - L'histoire secrète, dans lequel il affirmait être témoin de cet attentat en tant qu'officier du FPR. Son témoignage était une des principales sources de la thèse qui accuse le FPR d'être l'auteur de l'attentat. Il s'est depuis rétracté sur plusieurs points et a reconnu notamment qu'il aurait inventé avoir fait partie d'un "Network commando", avoir été sur le lieu de l'attentat et vu les tireurs. Le 15 juin 2010, il est entendu à Oslo par les juges Trévidic et Poux. Il revient sur sa précédente rétractation et maintient l'ensemble de ses accusations initiales contre des membres de la DMI (Directorate of Military Intelligence), le service de renseignement de l'APR, donnant des détails sur les missiles utilisés, le nom des tireurs, l'identification de l'avion présidentiel, le lieu de l'attentat et le véhicule utilisé. Il indique ne pas avoir été présent sur les lieux, mais s'être attribué le rôle de l'un des participants afin de le protéger. Il explique enfin sa rétractation par des raisons liées à sa sécurité personnelle et celle de certains témoins. Il décède en Norvège en septembre 2010. Sa mort est présentée comme liée à un cancer du foie.
Jusqu'en janvier 2010, le point d'accord entre ces deux versions était que des missiles auraient été tirés de la colline de Masaka, située à l'est de Kigali. Les habitants de cette colline ont été massacrés en grand nombre par la garde présidentielle rwandaise, dans les heures qui suivirent l'attentat. Mais selon des témoignages les tirs auraient eu lieu depuis la zone entre Masaka et l'aéroport sur l'avion, ou depuis le camp militaire de Kanombe. En janvier 2010, le rapport rwandais, puis, le 10 janvier 2012, les conclusions des experts nommés par la justice antiterroriste française ont remis en cause le lieu de Masaka, et privilégié le camp Kanombe, situé trois kilomètres plus à l'ouest. Cette nouvelle version est admise par les avocats des deux parties[réf. nécessaire]. Depuis le 12 janvier l'unanimité s'est faite également sur les missiles utilisés, des SA-16 portatifs d'origine soviétique. Parmi les deux points de quasi-unanimité, le lieu du tir rend plus probable la piste des extrémistes Hutu, mais aucune décision judiciaire n'est venue confirmer cette piste.

## Différentes hypothèses avant les enquêtes
Ces hypothèses sont énumérées dans l'ordre où elles sont apparues chronologiquement. Elles sont toutes étudiées dans le rapport des députés français publié le 15 décembre 1998.

### Accusation contre les soldats belges
L'accusation selon laquelle des soldats belges auraient aidé le FPR à commettre l'attentat fut lancée sur la radio des Mille Collines dès la matinée du 7 avril. Elle déboucha sur l'assassinat de dix soldats belges de la MINUAR, qui avaient été affectés à la protection de la Première ministre Agathe Uwilingiyimana. L'hypothèse de la participation de militaires belges aux côtés du FPR a été étudiée par les députés français qui ne l'ont pas retenue.

### Thèse d'un assassinat monté par le Front patriotique rwandais
Cette thèse est avancée par le « Hutu power » qui a organisé le génocide et est très activement soutenue par les responsables politiques et militaires français de l'époque. Elle est également partagée par des journalistes comme Charles Onana, Stephen Smith, Pierre Péan, par quelques ex-FPR en révolte contre le régime de Paul Kagamé et par le juge Jean-Louis Bruguière. Le plus connu des témoins ex-FPR est Abdul Ruzibiza. Plusieurs témoins se sont rétractés, notamment Ruzibiza qui a démenti des points essentiels comme sa présence sur le lieu de l'attentat. Cette thèse repose aussi sur le rapport Hourigan. Cette thèse est argumentée par le témoignage de l'ex-capitaine du GIGN Paul Barril et son livre, Le capitaine Barril brise le silence, Il est d'ailleurs fortement critiqué et attaqué à ce sujet dans la presse.
Cette hypothèse est également jugée assez probable, voire certaine, par certains universitaires français et belges comme Filip Reyntjens, Claudine Vidal, André Guichaoua et Bernard Lugan.
Selon cette hypothèse, un petit commando du FPR, le "Network commando", aurait réussi à s'infiltrer derrière les lignes de l'armée gouvernementale au pied de la colline de Masaka, en face du camp militaire de Kanombe, qui se trouve à l'est de l'aéroport. Ce commando aurait été équipé de deux missiles SAM 16 de provenance soviétique via l'Ouganda, base arrière du FPR, et dont les numéros de série sont connus. Il aurait tiré sur l’avion en phase d’atterrissage, puis abandonné les lance-missiles qui auraient été retrouvés par l'armée rwandaise à Masaka. Le commando n'a pas été intercepté après les tirs.
Le FPR et le président Paul Kagamé ont toujours nié toute implication dans l'attentat. Dans une note qui date du 11 avril 1994, mais publiée seulement en 2013 dans le livre du journaliste Philippe Brewaeys, les services secrets militaires français (DGSE) ne croient pas en cette piste :
« L'hypothèse selon laquelle ces roquettes pourraient avoir été tirées par des éléments armés du Front Patriotique rwandais n'est pas satisfaisante. Pour pouvoir approcher de l'aéroport, il est nécessaire de franchir plusieurs barrages militaires et la zone est strictement interdite aux civils. Par ailleurs, des patrouilles de gendarmes et de soldats de la MINUAR quadrillent le terrain ».
Contre cette thèse, le fait que les tirs de missile ont probablement eu lieu depuis le camp militaire de Kanombe (ou à proximité) et les déclarations d'avril 2014 du capitaine Pascal Simbikangwa qui affirment que ce sont les Hutus qui ont abattu l'avion.

### Hypothèse d'un assassinat monté par des extrémistes hutus
Les éléments qui plaident pour cette hypothèse sont le coup d'État effectué de fait après l'attentat par le colonel Théoneste Bagosora, principal responsable du génocide selon l'accusation auprès du Tribunal pénal international pour le Rwanda, condamné à 35 ans de détention en 2011, mais innocenté du chef d'accusation d'entente en vue de commettre un génocide. Elle a longtemps été jugée la plus probable, y compris par Filip Reytnjens qui s'en explique dans son livre.
Le général Dallaire a constaté l'autorité de Bagosora sur la garde présidentielle rwandaise dès les premières heures qui ont suivi. Le 7 avril, la garde présidentielle a assassiné le Premier ministre, Agathe Uwilingiyimana, les principaux opposants hutu et dix « casques bleus » belges. Il s'agit des événements initiaux du génocide des Tutsi rwandais.
Les autres éléments sont le désaccord profond et connu de Théoneste Bagosora et des extrémistes hutu groupés dans le MRND, le "Hutu Power" et la CDR avec le président Habyarimana, signataire des accords d'Arusha. La CDR venait de perdre tout espoir de participer aux nouvelles institutions prévues par ces accords. Les extrémistes refusaient que le Rwanda soit « bradé au FPR », ce qui signifiait pour eux le retour au pouvoir des Tutsi, que la révolution hutu commencée en 1959 avait chassés. Si selon les déclarations du colonel Luc Marchal à la commission d'enquête parlementaire du Sénat belge, puis au juge Bruguière, le FPR n'avait aucune difficulté majeure pour faire passer des armes à Kigali, Gérard Prunier et Colette Braeckman soulignent qu'il aurait été difficile au FPR d'accéder à la zone présumée du tir des missiles qui était sous protection de la garde présidentielle selon de nombreux témoignages rwandais et occidentaux.
Selon Jean Birara, gouverneur honoraire de la Banque nationale du Rwanda (BNR), l'attentat est un coup d'État organisé par des officiers mis à la retraite contre leur gré par le président Habyarimana et par la belle-famille de celui-ci. Il cite le colonel Laurent Serubuga, ancien chef d'état-major adjoint de l'armée rwandaise, le colonel Bonaventure Buregeya, ancien secrétaire général à la Présidence et le colonel Pierre-Célestin Rwagafilita, ancien chef d'état Major adjoint de la Gendarmerie. C'est Bagosora qui aurait pris selon lui la décision d'abattre l'avion.
D'après le no 97 de Raids (juin 1994), revue d'actualité militaire, les balises de la piste et les lumières de l'aéroport se sont éteintes quelques secondes avant le tir des missiles, et les deux projectiles ont été tirés depuis « le camp militaire de Kanombe » (lieu impliquant les forces rwandaises et non le FPR). Ils ajoutent : « À Kigali, avant même que l'avion présidentiel ne soit abattu, des barrages dirigés par des éléments de la garde présidentielle apparaissent aux points stratégiques. Vingt minutes après l'explosion de l'avion, l'endroit du point de chute est déjà bouclé par des hommes de la garde présidentielle. Radio des Mille Collines, la voix de l'aile dure du pouvoir rwandais, annonce que ce sont les casques bleus belges qui ont abattu l'avion […] ».
Contre l'hypothèse qui accuserait des extrémistes hutus, on a fait valoir que ces extrémistes n'auraient pu tuer leurs chefs, et notamment le chef de l'État, le chef d'état-major des Forces Armées Rwandaises, et un dirigeant de la garde présidentielle.

### Hypothèse de militaires ou de mercenaires français
Cette hypothèse est envisagée par l'enquête de la journaliste belge Colette Braeckman, spécialiste de l'Afrique au journal le Soir. Elle l'a relatée dans le Soir en 1994. Elle a été étudiée par les députés français dans leur rapport sur le Rwanda en 1998 en la liant avec l'hypothèse de la responsabilité des extrémistes Hutu, en soutien technique. Mme Braeckman a commencé son enquête sur la base d'une note manuscrite et anonyme qu'elle a essayé de recouper. Elle n'exclut pas que ce moyen par lequel elle a été alertée pour lancer son enquête ne vienne de services spéciaux, mais elle n'en demeure pas moins attachée aux témoignages et faits qu'elle a rassemblés.
M. Péan a demandé à Mme Braeckman si elle reconnaissait s'être fait manipuler. Colette Braeckman a répondu « C'est une manipulation, probablement des services secrets belges… » qui aurait souhaité la mettre sur une piste, « tout en affirmant ne pas être convaincue que sa thèse […] ait été fausse ».
La journaliste britannique Linda Melvern, spécialisée sur le génocide des Tutsi au Rwanda, a publié en janvier 2008 dans la revue Prospect un témoignage recueilli auprès d'un officier de gendarmerie, détenu à Kigali, et qui affirme qu'il avait été chargé à partir du 4 avril de suivre les agissements d'un civil français arrivé depuis peu à Kigali. Cet officier relate avoir vu ce civil se déplacer avec deux militaires français dans un véhicule repeint aux couleurs de l'ONU et ayant revêtu des uniformes belges ; selon lui ces personnes se trouvaient sur la zone d'où il est probable que soit parti le missile le 6 avril au soir.

### Piste burundaise

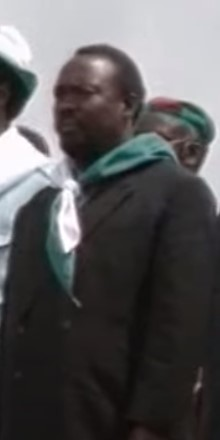
Cyprien Ntaryamira en 1993.

Cette hypothèse est liée à la présence du président burundais dans l'avion. Elle a été étudiée par les députés français auxquels elle est apparue très peu vraisemblable. Elle a également été l'objet d'investigation par le juge Bruguière, qui est parvenu aux mêmes conclusions.
Cette hypothèse a toutefois été évoquée à nouveau en novembre 2006  par Jean-Claude Ngabonziza dans l'Observatoire de l'Afrique centrale sous une nouvelle forme. Selon cette hypothèse l'attentat visait le chef d'État-major burundais, Tutsi, accusé d'avoir commandité l'attentat d'octobre 1993 contre le précédent président burundais Melchior Ndadaye, premier président Hutu à être élu au Burundi. Le président burundais ayant le même avion que le président rwandais, les deux avions, qui se seraient suivis, auraient été confondus par les tireurs. Le président Burundais aurait pris place dans l'avion d'Habyarimana pour éviter l'attentat. Cette hypothèse se heurte au fait que l'avion présidentiel burundais était en maintenance, ce qui fut la cause de la proposition de Juvénal Habyarimana d'emmener son homologue burundais, car, selon le journaliste Jean-François Dupaquier, il tenait beaucoup à sa participation à ce sommet de Dar es Salam.

## Enquêtes

### Enquête des militaires français
Des militaires français en poste à Kigali se sont rendus sur les lieux du crash de l'avion dans les 15 minutes qui ont suivi. Une photo qui figure au dossier d'enquête de la justice belge montre le commandant de Saint-Quentin devant un moteur de l'avion abattu, le 7 avril 1994.
La lettre de consignes du ministre des Affaires étrangères du gouvernement intérimaire rwandais aux missions diplomatiques rwandaises, en date du 15 avril 1994, confirme que cette boîte noire a été retrouvée et précise : « Les résultats de l'analyse de cette boîte noire seront versés dans l'enquête, mais en attendant cette expertise, il serait hasardeux de tirer une conclusion définitive sur les auteurs de l'attentat qui a coûté la vie au président Habyarimana ».
En plus de la boîte noire, les militaires français ont cherché les débris des projectiles qui ont abattu l'avion. En effet une fiche du ministère français de la Défense fait remarquer que des militaires français ont trouvé des débris de missiles ayant causé la chute de l'appareil, car elle précise : « Les auteurs de l'attentat ont utilisé des SA 16 de fabrication soviétique (d'après les débris de missiles retrouvés sur les lieux de l'attentat). Cette arme est en dotation dans l'armée ougandaise et au FPR ».
Cette enquête des militaires français sur l'attentat contre le Falcon du président rwandais est restée secrète. Aucune pièce n'a été transmise au juge[réf. nécessaire].
Les boîtes noires n'ont de plus jamais été officiellement retrouvées, et donc jamais analysées.

### Tentatives d'enquêtes de l'ONU

#### Équipe de la MINUAR refoulée
Dans l'heure qui suivit l'attentat, le général Dallaire envoya une équipe sur le lieu du crash de l'avion. Elle fut interdite d'accès par la garde présidentielle, alors que le commandant français de Saint-Quentin y eut accès sans restriction dès les minutes qui suivirent. Il est d'ailleurs dit dans la note 530b du rapport du sénat belge : Dans la matinée du 7 avril, à la demande du général Dallaire, un certain nombre d'hommes ont bel et bien été envoyés à l'endroit où l'avion présidentiel s'est abattu. Un barrage des FAR leur en a toutefois interdit l'accès.

#### Tentative de René Degni-Ségui
Le 25 mai 1994, pendant le génocide, la Commission des droits de l'homme des Nations unies avait chargé M. Degni-Ségui, doyen de la faculté de droit d'Abidjan, de faire une enquête au Rwanda sur « des actes ressortissants au génocide. Il n'a pas réussi à obtenir la collaboration des Forces armées rwandaises ni de celle de l'armée française. M. Degni-Ségui fait part de la non coopération des autorités françaises et de l'absence de budget pour cette mission dans une audition devant le Sénat de Belgique.

#### Le tribunal pénal international pour le Rwanda

##### Mémoire de Michael Hourigan
Dans son édition du 1er mars 2000, le quotidien canadien The National Post a reproduit le rapport d'un fonctionnaire de l'ONU, dit rapport Hourigan, daté de 1997 et qui est un document très succinct[réf. nécessaire],. Ce document accuse Paul Kagamé d'être le principal responsable de l'attentat sur la base des témoignages de trois anciens membres du FPR, non nommés mais qui, selon Michael Hourigan, se disent prêts à témoigner et à fournir des documents à l'appui de leurs dires. Dans Libération du 18 mars 2004, Michael Hourigan a maintenu ses accusations et affirmé que Louise Arbour, procureur auprès du Tribunal pénal international pour le Rwanda (TPIR) à l'époque, a exigé la fin de son enquête, qui, selon elle, ne relevait pas du mandat du TPIR. Appelé par le quotidien français, le bureau de Mme Arbour a indiqué que la magistrate « préférait ne pas faire de commentaires sur cette affaire ». Michael Hourigan a également expliqué à Libération qu'il avait mené ses investigations avec l'approbation du procureur Louise Arbour, et qu'elle les avait interrompues quand la responsabilité du FPR a été mise en cause. James Lyons, ancien agent du FBI et à l'époque responsable des enquêtes au Rwanda, a confirmé en 2001 que M. Hourigan était bien en charge d'une enquête sur l'attentat.

### L'enquête de l'auditorat militaire belge
Dix soldats belges sous les ordres du lieutenant Lotin ayant été tués le 7 avril, lendemain de l'attentat, l'auditorat militaire belge a été chargé d'une enquête confiée à M. Nicolas Van Winsen. Cette enquête a englobé l'attentat contre l'avion présidentiel, le 6 avril. En effet, les Belges ont aussitôt été accusés d'avoir abattu l'avion. En particulier, le groupe Lotin, qui fut envoyé dans la nuit du 6 au 7 avril par le général Dallaire pour protéger le Premier ministre, Mme
Agathe Uwilingiyimana, fut accusé d'avoir transporté les missiles, car il avait accompli une mission dans le parc de l'Akagera dans la journée du 6[réf. nécessaire].
Cette enquête a été limitée car le gouvernement belge n'a pas autorisé les enquêteurs à retourner au Rwanda, après le retrait des Belges de la MINUAR. Il ne voulait pas reconnaître les nouvelles autorités rwandaises qui continuaient à accuser la Belgique. À l'exception d'une mission au Rwanda du 21 décembre 1994 au 5 janvier 1995, l'enquête s'est limitée à entendre des témoins en Europe. Mais, avant le retrait du bataillon belge, plusieurs interrogatoires furent menés au Rwanda, notamment le 13 avril, où des témoins de l'attentat furent entendus. Ces témoignages seront jugés essentiels par les experts commis en 2011 par les juges Marc Trévidic et Poux.

### Enquête du parlement français (1998)
La Mission d'information de la commission de la Défense nationale et des
Forces armées et de la commission des Affaires étrangères, sur les opérations
militaires menées par la France, d'autres pays et l'ONU au Rwanda entre 1990
et 1994, est créée le 3 mars 1998.
Dans son rapport publié le 15 décembre 1998, elle établit que :
1. Les photos d'un lance-missiles fournies par la DRM révèle que celui-ci n'a pas servi. Elle conclut à une manipulation des ex-FAR.
2. Le FPR n'est pas passé à l'attaque aussitôt après l'attentat.
3. Selon un rapport de Human Rights Watch, les FAR disposaient d'entre 40 et 50 missiles SAM-7 et 15 Mistral, c'est-à-dire une capacité sol-air assez importante.
4. Les FAR, disposaient de moyens sol-air récupérés sur le FPR.
5. La zone de Kanombe était essentiellement tenue par l'armée hutu, de même que la tour de contrôle. Même si le FPR pouvait accéder à cette zone en s'y infiltrant, il était assez difficile pour lui de le faire. Compte tenu de la portée d'un missile de type SAM-16, il est peu probable qu'un tel missile ait été tiré en dehors de la zone contrôlée par les FAR.
6. Le dénommé Étienne suspecté par Colette Braeckman d'avoir participé à l'attentat serait Pascal Estévada un militaire français qui « aurait participé à l'opération Noroît et serait réapparu au Rwanda en février 1994, avant de participer en mai 1994 à des actions de sécurité rapprochée que la France aurait initiées au profit des autorités burundaises. ».
7. Gérard Prunier affirme que « les hommes qui auraient tiré les missiles sont des blancs ». Il ajoute : « on peut supposer que Paul Barril connaît les hommes qui ont abattu l'avion et leurs commanditaires ».
8. La mise en cause du FPR par M. Bernard Debré, Ministre de la Coopération du Gouvernement d'Édouard Balladur, se fonde « sur des éléments qui n'ont pas pu être vérifiés et qui ne peuvent en aucun cas être considérés comme des preuves crédibles ».
9. Aucune preuve convaincante n'est venue étayer l'implication comme opérateurs de militaires belges.

### Enquête du juge Bruguière (1998-2006)
Dans l'attentat sont morts les trois membres de l'équipage, tous français. En août 1997, les familles déposèrent plainte en France. Le 28 mars 1998, dans la foulée de la création de la mission d'information parlementaire française sur les événements du Rwanda, le juge antiterroriste Jean Louis Bruguière fut chargé d'instruire cette plainte. Dans le journal Le Monde du 10 mars 2004, le journaliste Stephen Smith donna un vaste écho sur l'état de l'enquête du juge Bruguière qui accusait le FPR et le général Kagamé d'être responsable de l’attentat. On découvrit alors son témoin clé Abdul Ruzibiza, un transfuge du Front Patriotique Rwandais qui prétendit avoir participé à un "network commando" chargé d'abattre l'avion. Il donna les noms de deux tireurs. Malgré ses déclarations il ressortit libre du bureau du juge Bruguière. Fin octobre 2005, il publia un livre, Rwanda l'histoire secrète où il confirma son témoignage. Ce livre fut « rehaussé » par l'encadrement de deux universitaires français, Claudine Vidal dans une longue préface et André Guichaoua dans une longue postface. Courant novembre 2005, le journaliste Pierre Péan présenta à son tour l'enquête du juge Bruguière, en s'appuyant sur le livre récent de Ruzibiza. Ce n'est qu'en novembre 2006 que le juge Bruguière publia son ordonnance de soit-communiqué, dont le contenu était donc déjà largement connu.
Les conclusions de l'enquête du juge Bruguière désignent des membres du FPR auteurs de l'attentat : les missiles viendraient de l'Ouganda, et le FPR aurait pu s'infiltrer à travers les lignes des Forces armées rwandaises et se rendre sur la colline de Masaka en s'appuyant sur le commando stationné dans Kigali (dans les locaux du parlement, le CND) à la suite des accords d'Arusha ; Selon Pierre Péan et Jean Louis Bruguière, au début des années 2000, Paul Kagamé se serait également opposé à plusieurs reprises aux pressions de la France sur le TPIR pour qu'une enquête sur l'origine de l'attentat soit menée à charge contre le FPR. Le juge d'instruction recommande des poursuites devant le Tribunal pénal international pour le Rwanda contre le président rwandais Paul Kagamé pour sa participation à l'attentat et lance neuf mandats d'arrêts internationaux contre des personnes proches du président Kagamé. À la suite de ces mandats d'arrêts, le Rwanda rompt ses relations diplomatiques avec la France.
Si certains témoins avaient déjà déposé devant la mission parlementaire, les principaux témoignages recueillis par le juge Bruguière n'étaient pas connus des députés français à l'époque de leur mission d'information. Il s'agit, notamment, des témoignages d'Abdul Joshua Ruzibiza, d'Emmanuel Ruzigana, d'Aloys Ruyenzi, de Jean-Pierre Mugabe, d'Innocent Marara, du colonel Luc Marchal, de Michael Hourigan et de James Lyons, ainsi que des documents fournis par le parquet militaire russe. Emmanuel Ruzigana a depuis déclaré à la journaliste belge Colette Braeckman, du Soir, que les propos qui lui étaient prêtés n'avaient rien à voir avec ses déclarations. Le témoin-clé, Ruzibiza, a ensuite lui aussi déclaré finalement qu'il avait tout inventé, qu'il n'avait jamais été sur les lieux de l’attentat et qu'il était ailleurs au Rwanda ce jour-là. Cependant en juin 2010, entendu par les juges Trévidic et Poux, il est revenu sur sa rétractation et a réitéré l'ensemble de ses accusations initiales. Il n'était pas sur les lieux de l'attentat mais s'est attribué le rôle de l'un des témoins afin de préserver l'anonymat de ce dernier. Il a justifié sa rétractation par des raisons liées à sa sécurité personnelle. Abdul Joshua Ruzibiza est décédé à Oslo en septembre 2010, officiellement d'un cancer du foie.
Des juristes de la Commission nationale rwandaise ont vivement contesté les fondements juridiques de l'ordonnance du juge Bruguière.
Avec la publication du rapport balistique commandé par le juge Trévidic, qui a succédé à Bruguière dans l'instruction (voir ci-dessous), les conclusions du juge Bruguière semblent complètement invalidées. Ces conclusions posent alors des questions sur les raisons qui ont pu motiver Bruguière à instruire uniquement à charge du FPR et du clan Kagamé,.

### Enquête de la commission Mutsinzi (2007-2009)
Le gouvernement rwandais forme le 16 avril 2007 un Comité d'experts indépendants chargé de l'enquête sur le crash, le 6 avril 1994, de l'avion Falcon 50 immatriculé 9 XR-NN. Il est présidé par Jean Mutsinzi.
Son rapport, publié le 7 janvier 2010, présente six-cents témoignages de militaires, gardes présidentiels, coopérants militaires belges, membres de la MINUAR et personnels de l'aéroport, qui ont perçu des éléments relatifs à l’attentat. Ces témoignages furent complétés et recoupés par une étude balistique conduite par deux spécialistes de l'académie militaire du Royaume-Uni.
Le rapport conclut à des tirs depuis le camp militaire de Kanombe et rend les ex Forces armées rwandaises responsables de l'attentat.

### Enquête des juges Marc Trévidic et Nathalie Poux (2007-2017)

Carte anglophone montrant les sites liés à l'attentat.

Successeurs de Jean-Louis Bruguière à la section antiterroriste du Tribunal de grande instance de Paris, Marc Trévidic et Philippe Coirre sont chargés du dossier quand Rose Kabuye, visée par un mandat d'arrêt du juge Bruguière, est arrêtée en Allemagne le 9 novembre 2008 et extradée en France. Elle est mise en examen pour « complicité d'assassinats » et « association de malfaiteurs », en « relation avec une entreprise terroriste » par les juges Trévidic et Coirre, mais ses avocats, Maître Bernard Maingain et Lef Forster, obtiennent qu'elle soit remise en liberté sous contrôle judiciaire. Dès lors, les deux avocats, ayant enfin le droit d'accès au dossier, vont demander aux juges de vérifier toutes les allégations de son prédécesseur, en réentendant tous les témoins à charge et en faisant expertiser les débris de l'avion, ce que le juge Bruguière n'avait pas fait, puisqu'il ne s'est jamais rendu sur les lieux de l'attentat.
Le 15 juin 2010, Abdul Ruzibiza, le principal témoin sur lequel Bruguière fondait ses accusations, reconnaît devant les juges Poux et Trévidic qu'il n'était pas sur les lieux de l'attentat, pas plus qu'il n'était à Kigali les jours précédents. Il réitère cependant l'ensemble de ses accusations initiales et donne des précisions sur les missiles employés, le lieu du tir, le véhicule utilisé et l'identité des tireurs. Il explique qu'il s'est tout d'abord attribué le rôle d'un des participants afin de préserver l'anonymat de celui-ci. Enfin, il justifie sa rétractation par sa sécurité personnelle. Ruzibiza décédera à Oslo en septembre 2010. Sa mort sera présentée comme liée à un cancer du foie.
Le 11 septembre 2010, les juges Poux et Trévidic se rendent à Kigali avec cinq experts. Accompagnés des deux experts britanniques auxquels la commission d'enquête Mutsinzi avait fait appel, ils examinent les débris de l'avion Falcon 50 qui traînent toujours le long du mur extérieur de l'ancienne propriété Habyarimana. Ils se rendent sur les lieux possibles de tirs et réentendent des témoignages réunis par la commission Mutzinzi. Le 10 janvier 2012, les juges Marc Trévidic et Nathalie Poux notifient aux parties le rapport balistique de 400 pages qu'ils ont commandé aux six experts, un acousticien ayant été requis en plus. Ce rapport n'est, dans un premier temps, pas rendu public, les parties ayant trois mois pour le contester. Selon le rapport, deux missiles ont été tirés en direction du Falcon. Après avoir examiné 56 types de missiles possibles, les experts désignent le SAM 16. Compte tenu du point de chute de l'avion, les experts ont reconstitué sa trajectoire et déterminé six lieux possibles de tir. Trois à Kanombe, un dans la porcherie qui jouxte la propriété Habyarimana au nord, deux autres à Masaka. Ils déterminent le lieu du tir le plus probable dans le camp militaire de Kanombe de l'armée rwandaise, plus précisément à l'est du camp, dans le cimetière ou son voisinage immédiat. Il confirme donc le rapport rwandais. Les experts ont en effet déterminé, après examen de l'épave, que le tir avait percuté le dessous de l'aile gauche et explosé dans le réservoir de kérosène, provoquant la destruction et la chute de l'avion. Si le tir était parti d'une des positions envisagées à Masaka, le missile, arrivant par trois-quarts arrière, aurait percuté le réacteur gauche. En effet, guidé par un détecteur de rayonnement infrarouge, le missile est attiré par les sources de chaleur. Or, aucun réacteur n'a explosé, aucun n'a été touché par un missile. Selon ces experts, un tir depuis Masaka est écarté, les positions depuis Kanombé sont les plus probables.
Les experts ont accordé une importance particulière aux témoins qui, demeurant à l'intérieur du camp militaire de Kanombe, ont entendu le souffle de départ des missiles. Il s'agit de Grégoire de Saint-Quentin, militaire français alors commandant, « assistant technique auprès du bataillon paras-commando au camp de Kanombe », de Massimo Pasuch, anesthésiste, coopérant militaire belge, de Daniel Daubresse, chirurgien et Denise Van Deenen, tous deux membres du bataillon belge de la Mission des Nations unies pour l'assistance au Rwanda. Ces témoins ne peuvent être soupçonnés d'être manipulés par l'actuel gouvernement rwandais. De Saint-Quentin avait déjà confié au juge Bruguière avoir entendu « deux départs de coups très rapprochés l'un de l'autre mais pas simultanés le 6 avril 1994 à 20 heures 30 ». Entendu le 13 avril 1994, Daubresse déclare « Nous étions à table quand nous avons entendu vers 19.30 h un bruit évoquant le départ d'un missile léger ». Auditionné une deuxième fois le 9 mai 1994, Pasuch dit avoir « entendu dans un premier temps un bruit de « souffle » et aperçu un éclairage filant « orangé »… Le « souffle » a été suivi de deux détonations ». L'expert en acoustique en conclut aussi que le tir ne peut pas avoir été effectué depuis Masaka, car le témoin Pasuch et ses deux collègues, qu'il avait invités à dîner ce soir-là dans sa villa située dans le camp militaire de Kanombe, très près du lieu de tir envisagé, n'auraient pas pu entendre distinctement le bruit de départ des missiles compte tenu de la distance. Il remarque aussi qu'ils ont entendu le souffle de départ avant de voir la trajectoire des missiles puis l'explosion de l’avion. En effet, le son se propage à une vitesse beaucoup plus lente que la lumière, de l'ordre de 346 m/s, et les sites de tirs envisagés à Masaka se trouvent à au moins 2 000 m des témoins.
Il est difficilement envisageable qu'un commando FPR ait pu s'infiltrer dans le camp militaire de Kanombe pour tirer les missiles et en ressortir sans être intercepté. En effet le bataillon FPR, stationné au Conseil national de développement (CND) en vertu des accords de paix, est surveillé par les Casques bleus, par la garde présidentielle dont le camp est voisin, et également par les milices Hutu Power. Le FPR n'a jamais contrôlé la zone de Masaka. Pour se rendre à Kanombe ou Masaka par la route, il faut passer plusieurs barrages. La veille, 5 avril au soir, la patrouille Roulet-Teyssier des Casques bleus a été refoulée par les gardes présidentiels militaires et n'a pas pu aller jusqu'à la maison Habyarimana. Elle a constaté qu'un canon avait été installé à l'entrée du camp de Kanombe et que des soldats pointaient des mitrailleuses. À supposer qu'un commando FPR ait pu malgré tout rentrer dans le camp, il aurait fallu qu'il attende l'arrivée de l'avion pendant plusieurs heures de jour sans se faire découvrir, puisque, selon Enoch Ruhigira, chef de cabinet du président Habyarimana, l'arrivée de l'avion était prévue à 17 h, alors qu'il n'est arrivé qu'à 20 h 30. De nombreux observateurs et journalistes et les avocats de la défense en ont conclu aussitôt que le 6 avril 1994, l'avion du président rwandais Juvenal Habyarimana a « vraisemblablement » été abattu par les Hutu extrémistes.

#### Type de missiles sol-air
Alors que le rapport de ces experts écarte l'hypothèse de missiles Mistral 1 jugés « trop récents » et retient des missiles de type SAM 16, sans en avoir de preuves matérielles, la journaliste d'investigation britannique Linda Melvern publie dans le journal Libération, le 1er juin 2012, un document de l'ONU contenant un inventaire des armes dont disposaient les Forces armées rwandaises le 6 avril 1994. On y voit 15 missiles MISTRAL ADA (Air Defense Artillery) et un nombre indéterminé de missiles SAM 7 ADA. Les experts ont écarté ces derniers missiles SAM 7 car ils ne peuvent être tirés de nuit. Cette information avait déjà été publiée par Human Rights Watch et citée dans le rapport de la Mission d'information parlementaire sur le Rwanda de 1998. Le document a été présenté le 17 novembre 2006 comme pièce à conviction D. NT 263 lors de l'audition à huis clos du témoin ALL-42 au procès Militaires-I au TPIR. Ce document permet de remonter à la source de l'information. Il est envoyé par Kofi Annan, alors responsable du Département des opérations de maintien de la paix de l'ONU. L'inventaire des armes des Forces armées rwandaises (FAR) peut provenir de l'accord pour une zone de consignation des armes établie dans la ville de Kigali et les environs (Kigali Weapons Secure Area), qui avait été signé sous l'égide de la MINUAR. Un inventaire et des contrôles des armes détenues par les FAR et le Front patriotique rwandais (FPR) étaient faits par les observateurs militaires de l'ONU commandés par le colonel Purscher (Uruguay) sous la supervision du colonel Marchal, commandant de la zone Kigali de la MINUAR.

#### Clôture de l'enquête française en 2017
L'enquête relancée en France par les juges français en 2016. Selon l'Agence France-Presse (AFP), les juges Nathalie Poux et Jean-Marc Herbaut lancent une nouvelle commission rogatoire internationale pour entendre le général Kaymba Nyamwasa, ex-chef d'état-major rwandais. Celui-ci accuse depuis plusieurs années Paul Kagame d'être responsable de l'attentat. En mars 2017, le juge Clément Herbo entend un nouveau témoin qui affirme avoir fait partie de la section chargée de surveiller deux missiles SA-16 au quartier général du FPR, à Mulindi. et rapporte qu'en juillet 1994, les deux tireurs de missiles, Franck Nziza et Eric Hakizimana, sont revenus dans leur unité et lui ont alors raconté (...) « qu'ils ont tiré depuis un endroit nommé +Massaka+ et plus précisément encore depuis un pont où ils avaient vue sur l'aéroport » Cette version est vigoureusement contestée par Franck Nziza.
Le 20 décembre 2017, les juges antiterroristes finissent par clore l'enquête française sur l’attentat de 1994.

#### Ordonnance de non-lieu en 2018
Le 21 décembre 2018, les juges d'instruction Jean-Marc Herbaut et Nathalie Poux ont rendu une ordonnance de non-lieu, comme l'avait requis le Parquet le 10 octobre 2018  « en l’absence de charges suffisantes » . Agathe Kanziga, la veuve de l'ancien président Habyarimana a annoncé vouloir faire appel par la voix de son avocat, Philippe Meilhac,.
En juillet 2020, la cour d'appel de Paris confirme la décision des juges antiterroristes qui avaient ordonné en décembre 2018 d'abandonner les poursuites contre neuf membres ou anciens membres de l'entourage du président rwandais Paul Kagame.
Le 15 février 2022, la Cour de cassation valide l'ordonnance de non-lieu de 2018 et rejette ainsi les pourvois déposés par les familles de victimes de l'attentat. Le même jour, la juge d'instruction chargée de l'enquête pour « complicité de génocide et de crimes contre l'humanité » visant Agathe Habyarimana, met un terme aux investigations contre elle, prélude à un possible non-lieu, aucune mise en examen n'ayant été prononcée.

### Études d'universitaires/politologues
L'historienne Alison Des Forges, qui affirmait encore en 1999 que les ethno-nationalistes hutus étaient les auteurs de l'attentat, considéra ensuite que le FPR était « probablement » le commanditaire. Elle a émis des réserves sur les intentions prêtées à Paul Kagamé par Jean-Louis Bruguière dans son ordonnance de soit-communiqué, mais n'a nullement critiqué les témoignages et les preuves fondant l'accusation factuelle contre l'actuel président rwandais[réf. nécessaire]. Mme Des Forges s'est prononcée pour l'arrestation des personnes visées par l'ordonnance du juge Bruguière, et a regretté que le TPIR n'ait pas mené d'enquête sur l'attentat, qu'elle juge d'une « importance capitale » dans la compréhension du génocide des Rwandais tutsis et de la guerre civile.
L'universitaire André Guichaoua, sociologue et un des témoins-experts auprès du Tribunal pénal international pour le Rwanda (TPIR), a écrit dans Le Monde, puis dans Libération, que sa propre enquête et le rapport Hourigan mettent très gravement en cause le FPR dans cet attentat. Ancien lieutenant de l'Armée patriotique rwandaise (APR), Abdul Joshua Ruzibiza porte les mêmes accusations, dans un livre postfacé par André Guichaoua et publié en octobre 2005. Un mois plus tard, dans Noires fureurs, blancs menteurs, Pierre Péan s'est appuyé sur Ruzibiza et sur sa propre enquête pour attribuer également l'assassinat au mouvement de Paul Kagamé. Après la publication de l'ordonnance du juge Bruguière, André Guichaoua a indiqué que les Forces armées rwandaises ne possédaient pas de missiles SAM-16 jusqu'à preuve du contraire, et que les missiles tirés provenaient bien d'un lot acheté par l'armée ougandaise.
Dès 1995, le politologue Filip Reyntjens recueillait des informations selon lesquelles Rose Kabuye et Kayumba Nyamwasa, deux officiers de l'APR (branche armée du FPR), sont impliqués dans l'assassinat du président Juvénal Habyarimana. Un témoin que M. Reyntjens a interrogé lui a notamment affirmé que « le coup aurait été fait par des éléments de l'APR et un ou plusieurs Libyens encadrés par le major Rose Kabuye […] et par le colonel Kayumba », à l'époque chef du service de renseignement militaire. Mme Kabuye est devenue par la suite préfet de Kigali. Au terme de ses investigations, en 2004, il a conclu que le FPR était vraisemblablement l'auteur de l'attentat.
En avril 2010 parait un ouvrage de 1500 pages de Jacques Morel, un spécialiste de l'informatique et des statistiques au CNRS et ancien membre de l'association Survie, fruit de 10 ans de travail méthodique de documentation, de rencontres de témoins et de spécialistes, La France au Cœur du génocide des Tutsi, dont un chapitre de 200 pages sur l'attentat, rappelant l'historique de l'avion, les différentes hypothèses et enquêtes, recoupant toutes les informations connues à ce jour, mettant les événements en tableaux chronologiques, minute par minute quand c'est connu (les rapports militaires sont très précis), doublé de photos et d'examens critiques de l'épave sur le terrain. Il s'intéresse aussi de façon approfondie à la participation éventuelle de Français à cet attentat, qu'il pense probable.

### Enquêtes de journalistes
Écrivain et journaliste, Colette Braeckman, spécialiste belge du journal Le Soir, suit les événements d'Afrique centrale depuis plus de vingt ans. Elle a publié de nombreux articles concernant cet attentat, rencontré de nombreux témoins sur le terrain. Elle a ainsi recueilli des informations qui impliqueraient la France. Dans son blog, la journaliste Colette Braeckman considère que toutes les tentatives de faire porter la responsabilité de l'attentat au FPR à travers la mouvance de la recherche du juge Bruguière relèvent d'une « vaste opération d'enfumage » à laquelle auraient participé de « véritables réseaux de désinformation ayant opéré en marge de l’"enquête" ».
Écrivain et journaliste, Jean François Dupaquier est aussi expert auprès du Tribunal pénal international pour le Rwanda. Il a publié des articles sur l'attentat dès 1994 dans l'hebdomadaire l’Événement du jeudi. Il a notamment retrouvé et recueilli le témoignage de Richard Mugenzi, principal opérateur d'écoute radio des FAR, qui a reconnu avoir reçu des messages "bidon" dictés par ses supérieurs au sujet de cet attentat.
Linda Melvern (en) est une journaliste d'investigation anglaise qui a publié aussi plusieurs ouvrages. Elle étudie l'attentat notamment dans un article, The perfect crime où elle aborde une éventuelle implication française dans l'attentat.
Stephen Smith, journaliste à Libération pendant le génocide, passera rapidement au journal Le Monde dès 1994, devenant simultanément très « anti-FPR ». Il révélera le contenu du dossier d'enquête du juge Bruguière le 10 mars 2004 dans Le Monde, et sera à l'origine d'une rocambolesque poursuite de la boite noire du Falcon 50 d'Habyarimana dans les placards de l'ONU et dont l'expertise révélera une boite noire d'un Concorde d'Air France.
En novembre 2005, le journaliste Pierre Péan dans Noires fureurs, blancs menteurs, affirme à propos de l'attentat : « Quatre enquêtes ou missions parlementaires sur les événements du Rwanda ont ainsi soigneusement évité de s'intéresser de près à l'élément déclencheur des tueries : La mission parlementaire française, la Commission du Sénat belge… ». Claudine Vidal écrivit à ce sujet dans Le Monde du 9 décembre 2005, sous le titre « Un livre important et contestable » : « Le livre de Pierre Péan sur le Rwanda fourmille d'erreurs, d'approximations. Pour n'en citer qu'une : affirmer que la mission d'information parlementaire française a "oublié" de s'intéresser à l'attentat du 6 avril 1994 perpétré contre l'avion du président rwandais, c'est révéler qu'il n'a pas lu le rapport de la mission dont un chapitre est précisément consacré à une enquête minutieuse sur l'attentat. […] ». Pierre Péan s'appuie sur le témoignage de Abdoul Ruzibiza (il reconnaît avoir agi en tant que membre des services secrets présent sur les lieux pour une mission de repérage) et sur sa propre enquête pour attribuer également l'assassinat au mouvement de Paul Kagamé dans le but de déclencher des massacres de grande ampleur et ainsi prendre le pouvoir, en apparaissant comme libérateur. Selon Pierre Péan, le FPR déploierait aussi de grands efforts pour empêcher que les enquêtes soient divulguées.
Le journaliste Christophe Ayad écrit notamment dans Libération du 21 novembre 2006 que Ruzibiza n'a jamais été poursuivi par le juge Bruguière qui l'a pourtant entendu. Il a également enquêté sur le deuxième témoin de Bruguière, Emmanuel Ruzigana, dont il confirme qu'il parle mal le français et qu'il fut manipulé par les services de Bruguière[réf. nécessaire].
Le journaliste d'enquête et politologue Charles Onana qui défend la thèse selon laquelle Paul Kagamé chef du FPR a organisé le génocide des Tutsis et Hutus modérés a mené sa propre enquête et conclut à la responsabilité du FPR[réf. nécessaire]. Il a également réuni, dans un colloque[réf. nécessaire], Honoré Ngbanda Nzambo, ancien ministre congolais, le colonel Luc Marchal (en), ancien commandant des casques bleus de l'ONU au Rwanda, en 1994, Alain de Brouwer, ancien conseiller politique de l'Internationale démocrate-chrétienne, Wayne Madsen, journaliste et ancien agent de la National Security Agency spécialiste de l'Afrique, Jean Yaovi Degli (avocat radié du TPIR en 2004), Tiphaine Dickson et Raphaël Constant, avocats de Théoneste Bagosora auprès du TPIR, ainsi que Juan Carrero. Le colloque a conclu à la responsabilité de Paul Kagamé.
Le 6 février 2019, la cellule investigation de Radio France et médiapart affirment avoir eu accès à une note « Confidentiel Défense » de la DGSE du 22 septembre 1994 et déclassifiée par le ministre de la défense le 17 septembre 2015 mais jamais dévoilée jusqu'ici. Ce document du renseignement français désigne deux extrémistes du régime : les colonels Théoneste Bagosora, ancien directeur de cabinet du ministre de la Défense et Laurent Serubuga, ancien chef d’état-major des Forces armées rwandaises, comme les principaux commanditaires de l’attentat du 6 avril 1994.
En avril 2021, le politologue et journaliste d'investigation Charles Onana retrace l'ensemble des enquêtes judiciaires sur l'attentat du 6 avril 1994, et dénonce les nombreuses pressions politiques qui ont été exercées afin d'entraver le cours de la justice pénale nationale et internationale.

### Propos divers
Faustin Twagiramungu, Premier ministre de 1994 à 1995, passé dans l'opposition, a quant à lui « estimé qu’avec le recul, seul le FPR avait intérêt à tuer le président Habyarimana ». Après la publication du livre du lieutenant Ruzibiza, M. Twagiramungu considérait que la responsabilité du FPR et de Paul Kagamé ne faisait plus aucun doute.